# Philipp Rösler

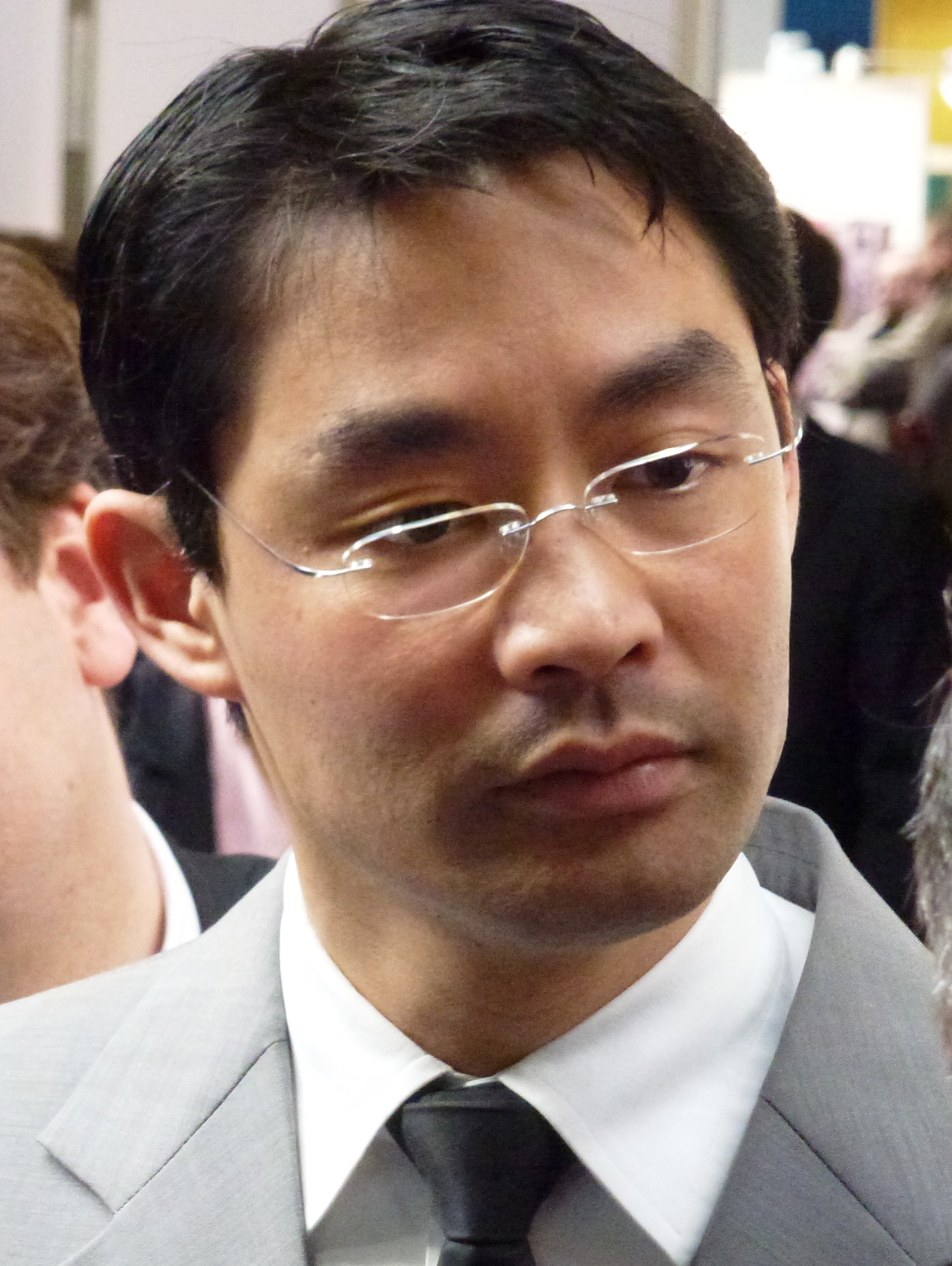
Roesler la Târgul din Hanovra (2012)

Philipp Rösler (n. 24 februarie 1973, Khánh Hưng, actualmente Sóc Trăng, provincia Sóc Trăng, Vietnam) este un politician german din partidul liberal-democrat.
Între 18 februarie și 27 octombrie 2009 a fost ministrul economiei, muncii și transporturilor din landul Saxonia Inferioară. Între 28 octombrie 2009 și 12 mai 2011 a fost ministru federal al sănătății în cabinetul Merkel II. Între 12 mai 2011 și decembrie 2013 a fost ministru federal al economiei.
După ce Guido Westerwelle a anunțat că nu va mai candida pentru funcția de președinte al partidului FDP, la congresul FDP de la 13 mai 2011 a fost ales președinte al partidului. Prin tradiție, ca șef al partidului mai mic din coaliția guvernamentală, a devenit și locțiitorul (vicecancelarul) cancelarei Angela Merkel (CDU).
Este doctor în medicină, căsătorit, și are două fete gemene.